# Alabaster, Alabama
Alabaster je mesto, ki se nahaja v okrožju Shelby v ameriški zvezni državi Alabama.
Leta 2007 je naselje imelo 28.694 prebivalcev na 53,2 km².